# Chrysophyllum albipilum
Chrysophyllum albipilum – gatunek drzew należących do rodziny sączyńcowatych. Występuje w Ameryce Południowej, na obszarze Peru.